# NGC 5233
NGC 5233 este o liner situată în constelația Câinii de Vânătoare. A fost descoperită în 3 mai 1785 de către William Herschel. Se află la o distanță de 115,05 megaparseci de Pământ.